# Hüttlingen (Württemberg)
Hüttlingen ist eine Gemeinde in Baden-Württemberg und gehört zum Ostalbkreis.

## Geographie

### Geographische Lage
Hüttlingen liegt am Rand der östlichen Schwäbischen Alb auf 400 bis 503 m ü. NHN am Kocherknie, etwa sieben Kilometer von der Kreisstadt Aalen entfernt.

### Nachbargemeinden
Die Gemeinde grenzt im Nordwesten an Neuler, im Nordosten an Rainau, im Westen an Abtsgmünd und im Süden an die Kreisstadt Aalen.

### Gemeindegliederung
Zur Gemeinde Hüttlingen gehören das Dorf Hüttlingen, die Weiler Albanuskling, Mittellengenfeld, Niederalfingen, Oberlengenfeld, Seitsberg, Sulzdorf, die Höfe Halmeshof, Lachenschafhaus, Obersiegenbühl, Unterlengenfeld und Untersiegenbühl und die Häuser Fuchshäusle, Haldenschafhaus, Straubenmühle und Zanken sowie die abgegangenen Ortschaften Aushof, Haselhof und Rotschafhaus.

### Flächenaufteilung
Nach Daten des Statistischen Landesamtes, Stand 2014.

## Geschichte

### Altertum
Auf Hüttlinger Gemarkung verlief der Obergermanisch-Raetische Limes (ORL), ein Abschnitt der ehemaligen Außengrenze des Römischen Reichs, der auf einem Feld beim Weg Hochfeld gegenüber dem Wohngebiet Wasserstall einen Knick gemacht hat. Mittels geophysikalischer Prospektionen konnten im Jahr 2012 die Reste zweier Limestürme lokalisiert werden.
Um 260 n. Chr. zogen sich die Römer aus dem von Tacitus als Dekumatland bezeichneten Gebiet südlich des Limes rechts des Rheins und links der Iller zurück bis zum Bodensee, so dass von da an das gesamte linke Rheinufer die neue Grenze des Römischen Reichs bildete. Die Endung „ingen“ im Namen von Hüttlingen deutet darauf hin, dass während der darauf folgenden Zeit die Familie eines alemannischen Sippenführers namens „Hutilo“ die erste Siedlung am Kocherknie gegründet haben könnte.

### Mittelalter
Im Hochmittelalter lag das Gebiet von Hüttlingen in der nördlichen Grenzregion des Stammesherzogtums Schwaben.
Die erste urkundliche Erwähnung von Hüttlingen erfolgte als Hutlinga im Jahr 1024 in einer Urkunde, mit welcher Kaiser Heinrich II. den Wald des Klosters Ellwangen namens „Virigund“ zum Bannforst erklärte. Diese Urkunde wurde am 5. Februar 1024 in Bamberg ausgestellt. 1475 wurde Niederalfingen erstmals urkundlich erwähnt. Der Ort Hüttlingen war Bestandteil der Burg und Herrschaft Niederalfingen.

### Neuzeit
1551 erwarben die Fugger die Burg  Niederalfingen. Zu der Zeit gab es in Hüttlingen etwa 21 Bauern, 15 Söldner, 14 Häusler und außerdem einige Handwerker, zwei Wirte und eine Mühle. Somit war Hüttlingen hauptsächlich von der Landwirtschaft bestimmt. Die Fugger waren bis zur Mediatisierung Ortsherren von Hüttlingen. Der Ort blieb auch nach der Reformation bis zum Ende des Zweiten Weltkriegs überwiegend katholisch geprägt.
In Folge der Mediatisierung kam Hüttlingen zum Königreich Württemberg und gehörte zunächst zum Oberamt Ellwangen und ab 1810 zum Oberamt Aalen. Bei der Kreisreform während der NS-Zeit in Württemberg gelangte Hüttlingen 1938 zum Landkreis Aalen.  1945 wurde der Ort Teil der Amerikanischen Besatzungszone und gehörte somit zum neu gegründeten Land Württemberg-Baden, das 1952 im jetzigen Bundesland Baden-Württemberg aufging. Im Zuge der Kreisreform von 1973 ging Hüttlingen im Ostalbkreis auf.

## Religionen
In Hüttlingen gibt es eine römisch-katholische und eine evangelische Kirchengemeinde. Die katholische Gemeinde Heilig Kreuz gehört zum Dekanat Ostalb. Die evangelische Kirchengemeinde Wasseralfingen-Hüttlingen ist Teil der Evangelischen Landeskirche in Württemberg.

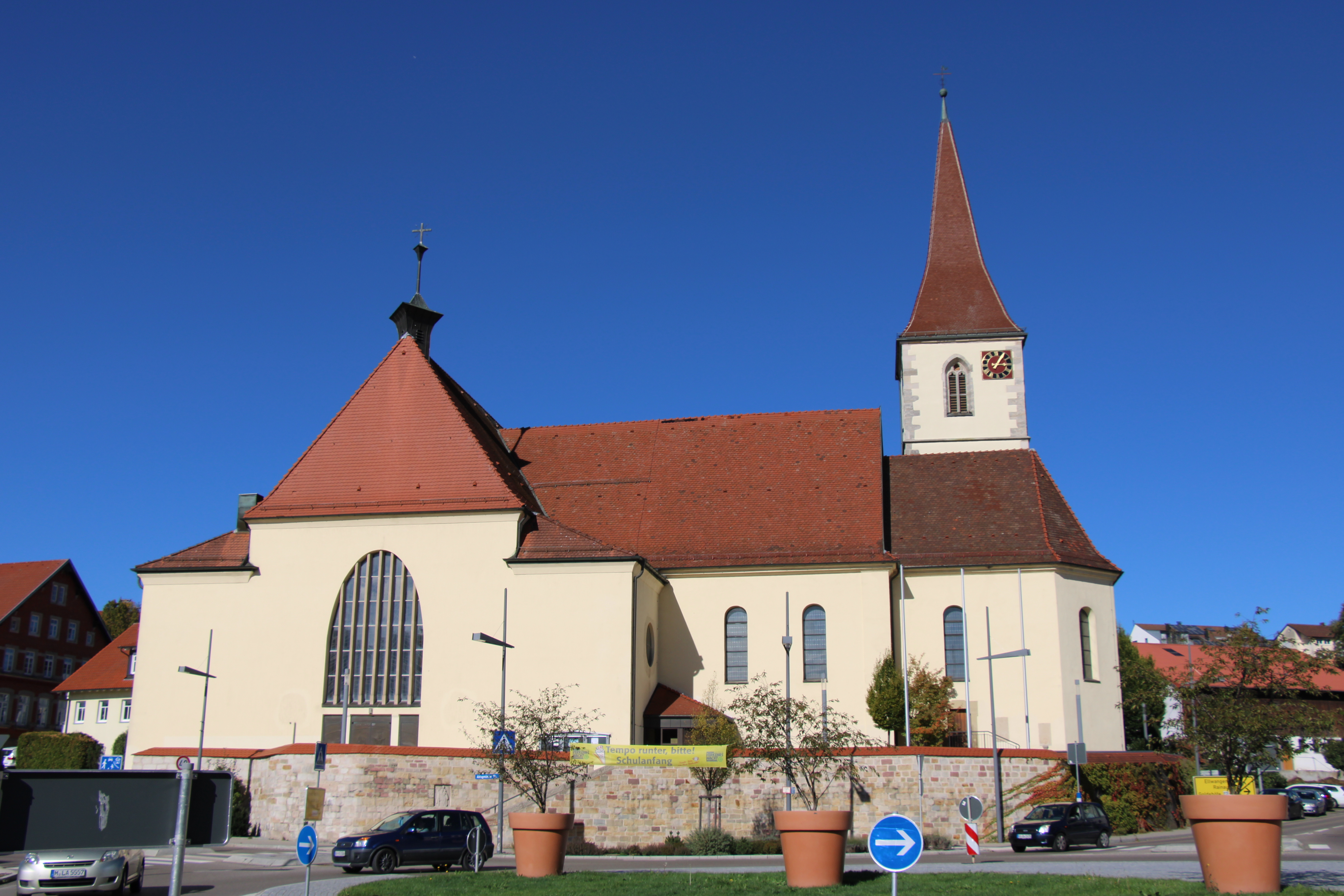
Heilig Kreuz Kirche kath.
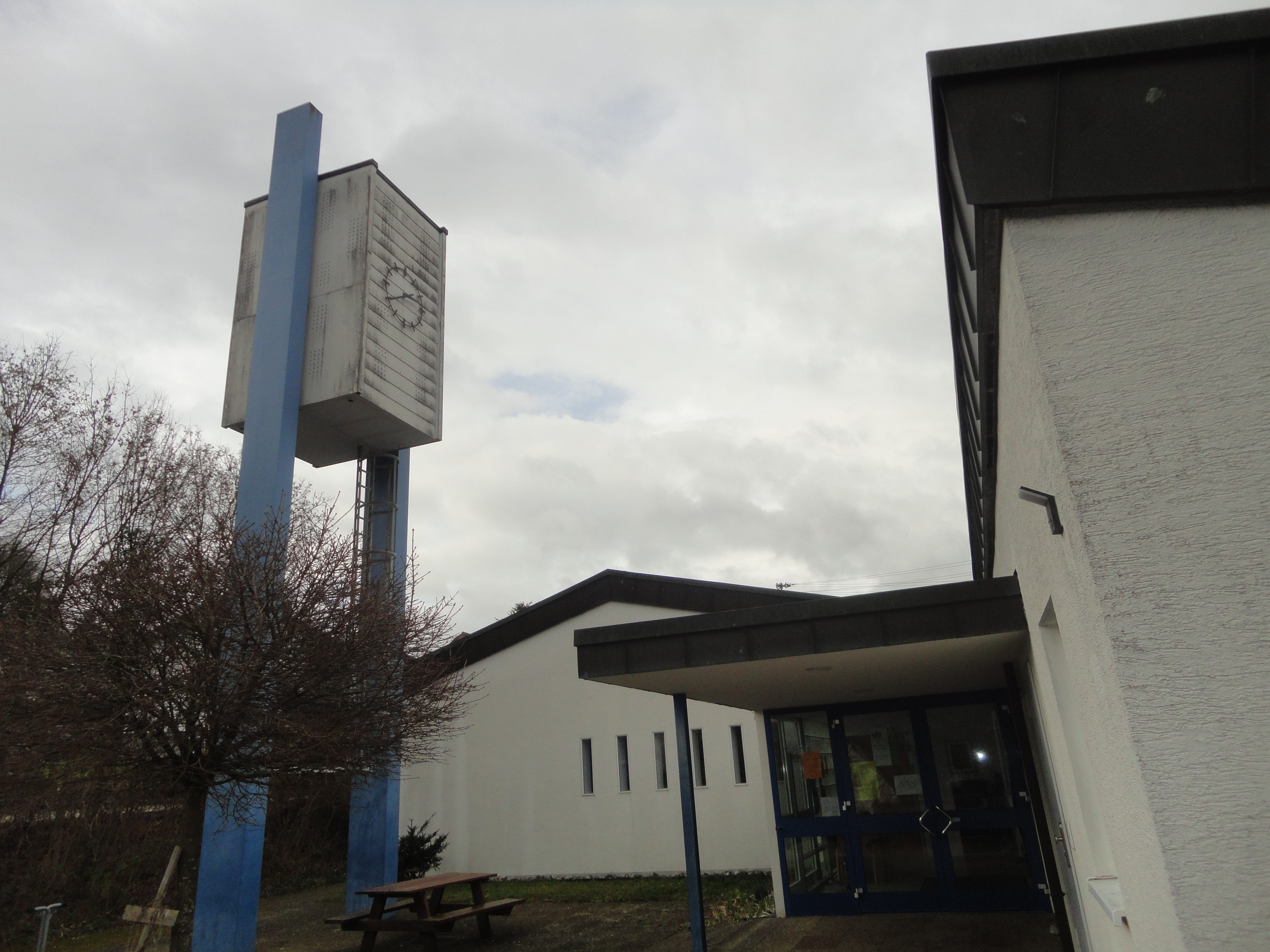
Versöhnungskirche ev.

## Politik

### Gemeinderat
Der Gemeinderat von Hüttlingen umfasst 14 gewählte Mitglieder mit einer Amtszeit von fünf Jahren sowie den Bürgermeister als ebenfalls stimmberechtigten Vorsitzenden. Die letzte Wahl vom 9. Juni 2024 führte zu folgendem Ergebnis (mit Veränderungen zur vorletzten Wahl 2019):
| Partei / Liste        | Stimmenanteil | ± (Pp.) | Sitze  | ±      |
| --------------------- | ------------- | ------- | ------ | ------ |
| Bürgerliste           | 44,2 %        | −6,8    | 6      | −2     |
| Aktive Bürger und CDU | 45,9 %        | −3,1    | 7      | −1     |
| Wir für Hüttlingen    | 9,9 %         | +9,9    | 1      | +1     |
| Gesamt                | 100 %         | –       | 14     | –      |
| Wahlbeteiligung       | 67,9 %        | 67,9 %  | 67,9 % | 67,9 % |

| Partei / Liste        | Stimmenanteil (2019) | Sitze (2019) | Stimmenanteil (2014) | Sitze (2014) | Stimmenanteil (2009) | Sitze (2009) | Stimmenanteil (2004) | Sitze (2004) |
| Bürgerliste           | 51,0 %               | 8            | 51,3 %               | 8            | 54,0 %               | 10           | 51,7 %               | 9            |
| Aktive Bürger und CDU | 49,0 %               | 8            | 48,7 %               | 8            | 46,0 %               | 9            | 48,3 %               | 9            |

1. ↑  Bis einschließlich 2009 nur CDU.

### Bürgermeister
- 1948 bis 1978: Albert Brobeil
- bis 2002: Gert-Günter Schulz
- 2002 bis 2024: Günter Ensle, im Januar 2010 mit 97,7 Prozent der Stimmen gewählt und im Januar 2018 mit 87,9 Prozent der Stimmen wiedergewählt.[8][9]
- seit 2024: Monika Rettenmeier, am 3. Dezember 2023 mit 88,1 Prozent der Stimmen gewählt.[10]

### Verwaltungsgemeinschaft
Die Gemeinde ist Mitglied der Vereinbarten Verwaltungsgemeinschaft der Stadt Aalen.

### Partnerschaften
Hüttlingen unterhält partnerschaftliche Beziehungen zu der italienischen Gemeinde Cotignola (Provinz Ravenna).

## Kultur und Sehenswürdigkeiten

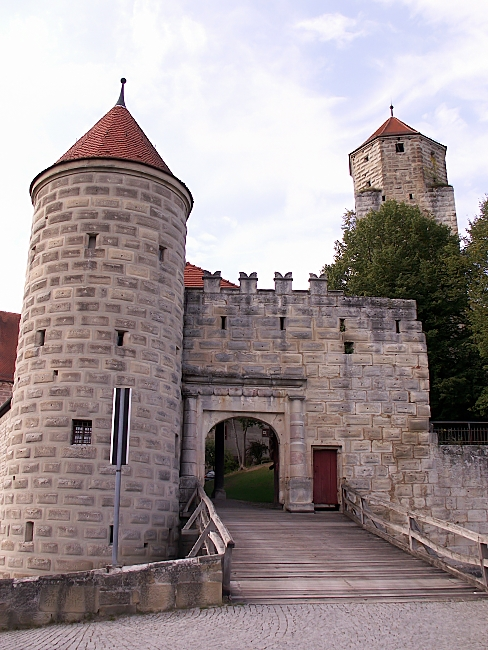
Marienburg Niederalfingen

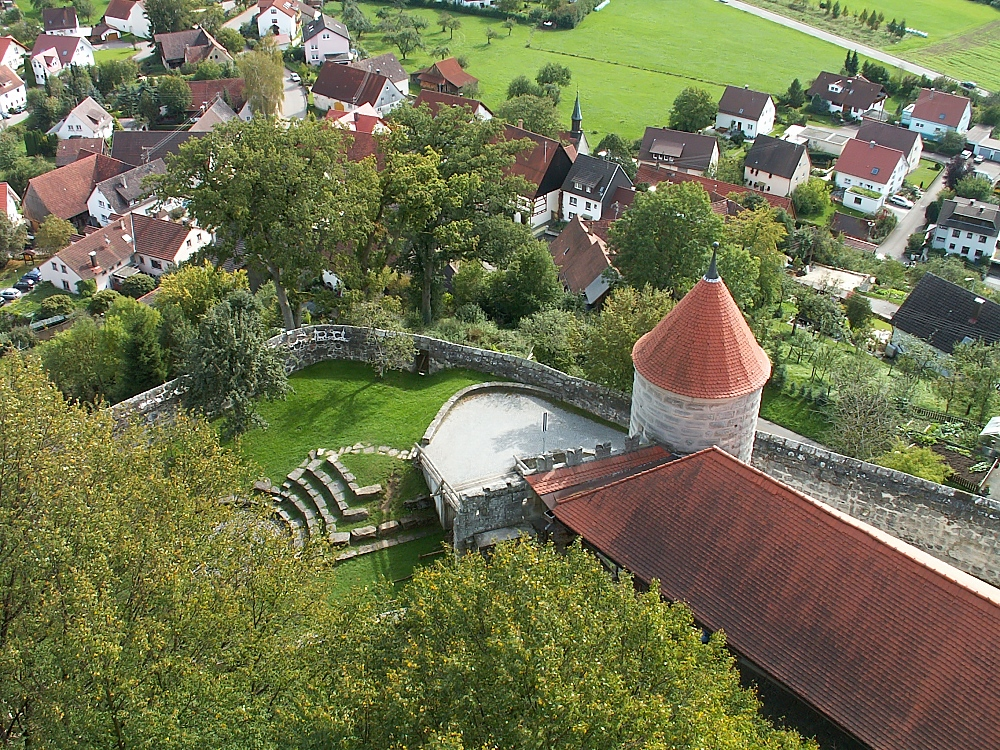
Niederalfingen vom Bergfried der Marienburg aus gesehen

Der Rätische Limes verlief mitten durch Hüttlingen. In der Limesanlage am Kocher können Nachbildungen verschiedener Baustile von Palisaden und Mauerteilen besichtigt werden.
Die Marienburg im Teilort Niederalfingen wird heute als Jugendbildungsstätte, Freizeitstätte und Schullandheim genutzt. Das unterhalb der Burg gelegene Vogteigebäude beherbergt das Heimatmuseum der Gemeinde Hüttlingen.
Ebenfalls in Niederalfingen liegt ein Naturfreibad. Im Gemeindegebiet gibt es einige Fußballplätze und Kapellen.

## Vereine
Die 1896 gegründete Ortsgruppe Hüttlingen des Schwäbischen Albvereins wurde 1996 mit der Eichendorff-Plakette ausgezeichnet.
Die SG Hofen/Hüttlingen ist ein Handballverein der Stammvereine TSV Hüttlingen und TG Hofen.

## Wirtschaft und Infrastruktur

### Verkehr

#### Fernstraßen
Hüttlingen liegt am Knotenpunkt der Bundesstraßen 19 (Eisenach–Oberstdorf) und 29 (Aalen–Nördlingen), in Nähe des Autobahnanschlusses zur A 7 (Ulm–Würzburg).

#### Bahn- und Busverkehr
Am rund 2 km vom Zentrum Hüttlingens entfernten Bahnhof Goldshöfe halten Züge der Linien Aalen–Crailsheim (Obere Jagstbahn) und Aalen–Donauwörth (Riesbahn).
Bahn- und Buslinien des öffentlichen Personennahverkehrs können zu Tarifen der Verkehrskooperationen OstalbMobil wie auch zu den eigenen Tarifen des jeweiligen Verkehrsunternehmens benutzt werden.

#### Radverkehr
Durch eine Alltagsroute aus dem Radnetz Baden-Württemberg ist Hüttlingen mit Aalen (über dessen Stadtteil Wasseralfingen) und in der anderen Richtung über Rainau (Ortsteile Buch, Schwabsberg und Saverwang) mit Ellwangen verbunden.
Durch Hüttlingen verlaufen zwei Landes-Radfernwege: 
- Der Kocher-Jagst-Radweg ist ein Rundkurs entlang der beiden Flüsse Kocher und Jagst zwischen Bad Friedrichshall und einer Querverbindung zwischen den Tälern bei Aalen (Stadtteil Unterkochen) und Lauchheim.
- Der frühere  Hohenlohe-Ostalb-Weg wurde gemeinsam mit dem Alb-Neckar-Radweg durch den Württemberger Tälerradweg abgelöst. Er führt von Crailsheim über Hüttlingen, Aalen, Heidenheim und Giengen nach Ulm und weiter über Göppingen nach Schwäbisch Gmünd.

Als weiterer Radfernweg folgt der Deutsche Limes-Radweg dem Obergermanisch-Raetischen Limes über 818 km von Bad Hönningen am Rhein über Hüttlingen nach Regensburg an der Donau.

#### Fernwanderwege
Bei Hüttlingen überquert der Limes-Wanderweg des Schwäbischen Albvereins, ein Teilabschnitt des Deutschen Limes-Wanderwegs, den Kocher.

### Bildung
Mit der Alemannenschule gibt es eine Grund- und Werkrealschule im Ort; die Werkrealschulklassen 5–7 werden in der Außenstelle Neuler unterrichtet, die Klassen 8–10 in Hüttlingen. Dazu bestehen vier katholische Kindergärten.

### Energie
Östlich von Hüttlingen liegt das 380/220/110-kV-Umspannwerk Goldshöfe.

## Persönlichkeiten

### Söhne und Töchter der Gemeinde
- Eugen Feil (1879–1920), Politiker
- Josef Wolfsteiner (1911–1978), Holzbildhauer
- Werner Fuchs (* 1949), Autor, Verleger und Rollenspiel-Pionier